# Boulot, dodo, boulot
Pour plus de détails, voir Fiche technique et Distribution.
Boulot, dodo, boulot (Tick Tock Tuckered) est un court métrage d'animation américain de la série Looney Tunes mettant en scène Porky Pig et Daffy Duck, réalisé par Bob Clampett et produit par Leon Schlesinger Studios, sorti en 1944. C'est un remake en couleur de Porky's Badtime Story (1937).